# Довге (Калінінградська область)
Довге (рос. Долгое) — селище Краснознаменського району, Калінінградської області Росії. Входить до складу Краснознаменського міського округу.
Населення — 69 осіб (2015 рік).

## Населення
| 2002 | 2010 |
| ---- | ---- |
| 62   | ↗69  |